# Santuario de la Virgen de Lo Vásquez
El Santuario de Nuestra Señora Purísima de Lo Vásquez es un santuario chileno, de la Iglesia católica, ubicado en la localidad de Lo Vásquez, comuna de Casablanca, a 32 kilómetros al sureste de Valparaíso. En el lugar se venera una imagen que recuerda la Inmaculada Concepción de la Virgen María, celebrada con una gran fiesta el día 8 de diciembre de cada año, donde acuden miles de personas de todo el país durante 2 días, el día 7 y 8 de Diciembre, principalmente venidos desde Santiago y la Región de Valparaíso.

## Historia

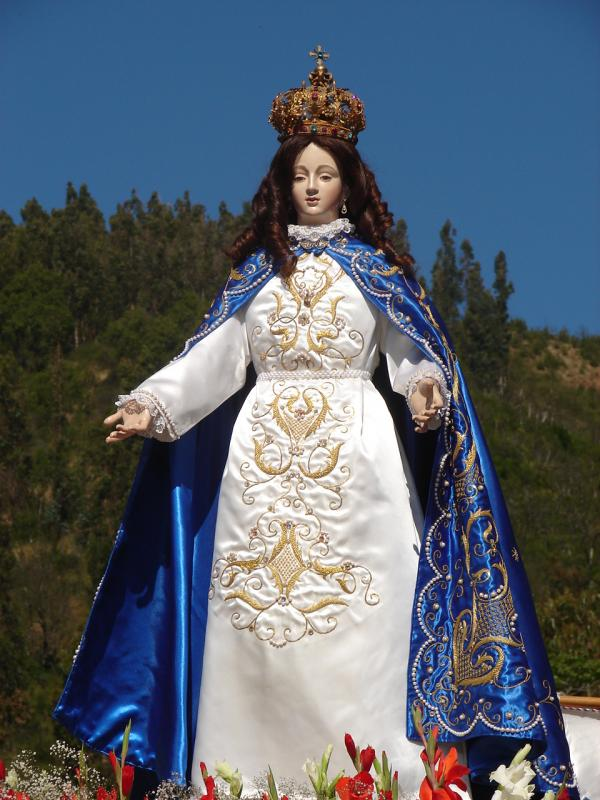
Imagen de la Purísima Virgen de Lo Vásquez procesionando un 8 de Diciembre durante la masiva celebración.

### Primera Capilla
Don José Ulloa, con dinero reunido de donativos, construyó una Ermita en el jardín de la entrada de su casa; allí colocó la bonita imagen de la Virgen. Con el tiempo comenzó a aumentar el número de visitantes a la Virgen, por lo que el señor Ulloa consideró necesario habilitar como Capilla un galpón de adobe que estaba desde el tiempo de don Vicente Vásquez, su anterior dueño, y que orillaba el jardín de su casa. Movido por el entusiasmo de la creciente devoción popular que veía alrededor de la imagen de la Purísima, buscó también un sacerdote que oficiara en la Capilla y que orientara la devoción.
En los archivos parroquiales de Casablanca figuran los primeros bautizos hechos por el párroco don José Manuel León en la Capilla de Lo Vásquez en 1849.

### Traslado de la imagen al predio actual
En el año 1850 el devoto Fray José Manuel Troncoso, mercedario, tomó la decisión sorpresiva y que no está muy clara en la historia sobre los motivos que lo indujeron para hacer el traslado, quizás porque la Capilla no presentaba buen aspecto a raíz de los temblores acaecidos o, por lo estrecho del lugar. El hecho es que tomó esta decisión de trasladar la imagen de la Virgen, los ornamentos y los vasos sagrados a un galpón que estaba a unos 100 metros al norte por el camino a Valparaíso y que quedaba ubicado frente a lo que hoy es el Templo de la Virgen. Este galpón con el tiempo sirvió como Escuela Fiscal y después Parroquial.
El Capellán Troncoso pidió a los vecinos y a los viajeros que pasaban por el lugar la ayuda necesaria para la construcción de una nueva Capilla. La familia Leiva Vásquez fue la principal colaboradora que donó un pedazo de terreno para la Capilla, la que corresponde al actual Templo. Este hecho formó antagonismo con la familia Ulloa, la que siempre deseó tener la Capilla de la Purísima Virgen en la Capilla de su jardín, como había sido al comienzo de la devoción.
Con el fin de resolver este conflicto, el Capellán Troncoso hizo intervenir a la autoridad eclesiástica y que finalmente dio su aprobación.

### Tercera capilla y nueva imagen de la Virgen
El 2 de abril de 1851 un fuerte temblor destruyó las paredes que estaban levantadas. Sin embargo, el P. Troncoso, hombre de fe, prosiguió en su campaña de recolectar fondos para recomenzar la construcción. Con la ayuda de un ingeniero se comenzó a construir la tercera Capilla para la Santísima Virgen de Lo Vásquez con unos cimientos de 33 x 7 metros, que corresponde a la actual dimensión y posición de la nave central.
En 1854 la inauguración de la nueva Capilla fue galonada con la entrega de los títulos de donación de los terrenos con una superficie de 100 x 150 varas.
El padre Troncoso hizo llegar una nueva imagen de la Santísima Virgen desde España. Esta es la imagen que se encuentra en el actual Templo. El 16 de noviembre de 1854 obtuvo de la autoridad eclesiástica, para la Capilla, el decreto de erección como templo público.

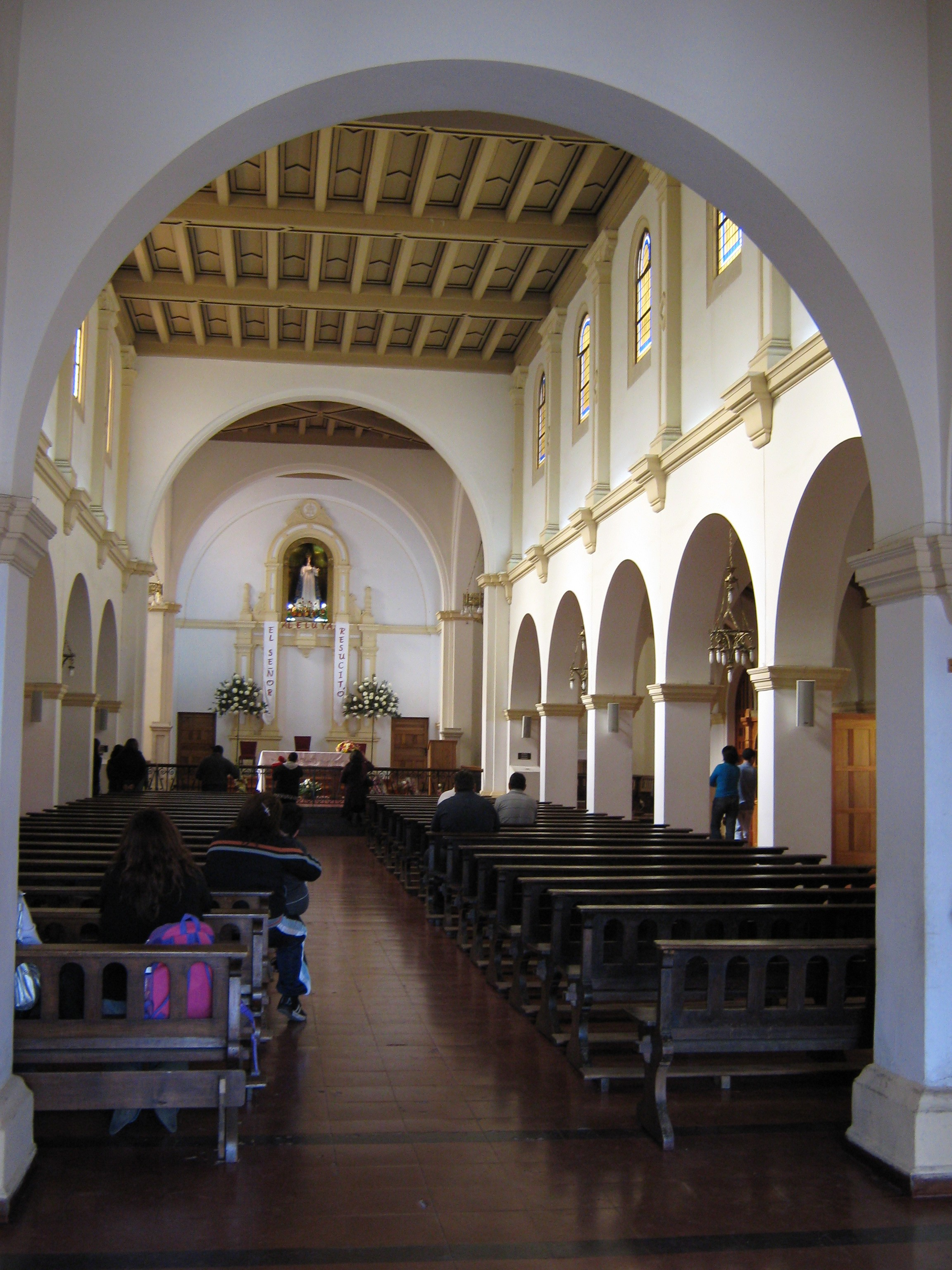
Interior del Templo Mayor en el Santuario de Lo Vásquez.

### Terremoto de 1906 y nuevo Templo
El 15 de agosto de 1906 a las 19:01 horas, un violento terremoto que azotó Valparaíso derribó la tercera Capilla del Santuario de Lo Vásquez.
Cuentan las crónicas que, después del sismo, la gente al pasar por el lugar, llenos de asombro, se conmovían al ver que, a pesar de que todo el resto de la Capilla estaba destruida, el muro del altar con la imagen de la Virgen había quedado en pie.
El 8 de diciembre de 1908 el párroco de Casablanca, don José Miguel Galaz bendijo y colocó la primera piedra, ya no de una Capilla sino de un verdadero Templo para la Purísima Virgen.
Con mucho entusiasmo renovado y con el esfuerzo de muchos vecinos se comenzó nuevamente la reconstrucción del templo, destacándose en forma ejemplar el devoto don José Ulloa, ya un anciano venerable. La vecindad también siguió su ejemplo ayudando en lo posible de sus recursos. Así dio origen a una nueva estructura en fierro y cemento de 33 x 7 m de base por 9 m de alto, con techo de fierro galvanizado, vigas de pino y roble, cielo de latón estampado y una torre en el pórtico. Esta es la actual nave central.
En 1913, con alegría desbordante, por fin se inaugura el templo, aún faltando el estuco, la ornamentación y la pintura. La imagen de la Purísima Virgen se pensó en colocarla en un templete a la orilla del camino para la facilidad de la gente viajera con premura de tiempo. Para el templo se adquirió en Santiago una nueva imagen grande de 1,6 m de alto para colocarla en el nicho central del templo. Así, el 6 de diciembre de 1913 con grandes festividades fue bendecido el templete de la Purísima a la orilla del camino, con una plancha de reconocimiento que dice: “ESTE PEQUEÑO MONUMENTO DEDICADO A MARÍA REINA DE LOS CIELOS SE DEBE A LA MUNIFICENCIA DE DON JOSÉ ULLOA, VECINO DE ESTOS VALLES.”
Al día siguiente, 7 de diciembre, en procesión la santa imagen fue llevada hasta Casablanca para la bendición del templo parroquial, hecha por Miguel Rücker, vicario general de la Diócesis.
El 8 de diciembre de 1913 fue bendecido solemnemente el templo reconstruido, con gran alegría de los devotos por dar a la Purísima un Santuario digno.
En 1918 se hace cargo de la Parroquia de Casablanca y también del Santuario, el Pbro. don Eladio Lazcano (Sepultado en el interior del templo) quien dio comienzo a los trabajos de ampliación del templo con dos naves laterales y una amplia sacristía. Al mismo tiempo, dio comienzo a un Retén de Carabineros, a dos cuadras del Santuario.

### Obras complementarias del Santuario
En 1938, el párroco administrador tuvo que adquirir un pedazo de terreno hacia el cerro detrás del templo para dar solución al recorrido de las procesiones y dar comienzo a la construcción del monumental calvario de 7 m de altura que hoy contemplamos admirados.
Terminado el templo se iniciaron dos obras promovidas por Monseñor Lazcano con la finalidad de servir a la comunidad; estas eran un Asilo de Ancianos y una Hostería para los Peregrinos.
El Asilo de Ancianos cambió su finalidad sirviendo como Instituto de Capacitación Rural, Casa de Ejercicios Espirituales y hoy día como Seminario de la Diócesis.

### Coronación solemne
En 1951 se llevó a efecto con gran solemnidad el X Congreso Eucarístico Nacional de Valparaíso y, para realizar la preparación espiritual del pueblo cristiano se promovió a la imagen de la Purísima Virgen de Lo Vásquez como la Virgen Misionera. Desde el 31 de julio del mismo año, la venerable imagen visitó todas las parroquias de la Diócesis hasta llegar el día 6 de octubre a la Catedral para dar inicio las ceremonias del Congreso Eucarístico.
El sábado 13 de octubre de 1951 a las 10:30 horas en una solemne Misa Pontifical celebrada en la Plaza de la Victoria frente a la Catedral de Valparaíso, por decreto de S.S. Pío XII, el señor Obispo de Valparaíso, monseñor Rafael Lira Infante coronó la imagen de la Purísima Virgen de Lo Vásquez ante la clamorosa alegría de miles de devotos hijos y del numeroso pueblo católico porteño. En la tarde de ese mismo día, la imagen de la Virgen participó en la gran procesión marítima por la bahía de Valparaíso, encabezada por el Santísimo Sacramento transportado en un buque de la Armada.

### Santuario Diocesano
Es el tercer Obispo de Valparaíso, Monseñor Raúl Silva Henríquez, quien erige Lo Vásquez como Santuario de la Diócesis. Su sucesor, Monseñor Emilio Tagle Covarrubias, trasladó el Seminario Mayor, recién creado, junto al Santuario, y con la ayuda de muchos, construyó un hermoso edificio donde se han formado ya más de 100 sacerdotes para la Diócesis de Valparaíso y otras diócesis de Chile. El Santo Padre le dio al Seminario el título de Pontificio Seminario Mayor San Rafael. El Santuario es entonces atendido por una Comunidad de Religiosas Catequistas. Además, en 1958, se construye la Escuela Lo Vásquez, dependiente del Santuario.
En 1974, este santuario recibió la visita ilustre de San Josemaría Escrivá de Balaguer, fundador del Opus Dei, quien oró a los pies de la imagen de la Virgen.

## Nuevas mejorías
Siendo Obispo de Valparaíso Monseñor Francisco de Borja Valenzuela Ríos, se rehízo totalmente el Santuario de Lo Vásquez, que quedó muy dañado por el sismo de 1985, y se arregló la Casa de Ejercicios. El Templo y la Torre se hicieron de nuevo. Fue un tiempo de gran concurrencia de fieles al Santuario. Se iniciaron las obras del Campus Eucarístico, para celebrar en él las misas el día de la festividad y con motivo de las grandes peregrinaciones, dada la estrechez del Templo, y la incomodidad que significaba también para los fieles que ininterrumpidamente pasan a saludar a la imagen de la Virgen el día de la fiesta. En este tiempo se creó también el Bazar del Santuario y se construyó la casa del Capellán.
Sucediéndole Monseñor Jorge Medina Estévez, se remodeló el Presbiterio del Santuario. En el breve tiempo que fue Obispo de Valparaíso, Monseñor Francisco Javier Errázuriz Ossa, se adquirió un terreno de mayor extensión, junto al Santuario. Posteriormente, Monseñor Gonzalo Duarte García de Cortázar, lleva a feliz término el hermoso Campus Eucarístico y una capilla para las Confesiones.
En la actualidad, las cifras de feligreses que se congregan el día de la Inmaculada Concepción, superan las 800.000 personas, llegando a ser la peregrinación mariana más importante del país, con la participación de muchas instituciones.